# La Mulâtresse Solitude
La Mulâtresse Solitude, född 1772, död 19 november 1802, var en slav som deltog i striden mot slaveriet på Guadeloupe. Hon har blivit föremål för en legendflora och en symbolfigur för slaveriet i Västindien.  
Solitude, vars riktiga namn var Rosalie, föddes som slav på den franska kolonin Guadeloupe. Hon blev fri genom slaveriets avskaffande under franska revolutionen 1794 och anslöt sig till ett maroonsamhälle. När Napoleon I återinförde slaveriet 1802 anslöt hon sig till Louis Delgrès appell att strida för sin frihet. Hon deltog som stridande i slaget 8 maj 1802 och blev tillfångatagen som överlevande. Hon var gravid och fick vänta ut graviditeten och föda barnet. Dagen efter barnets födelse avrättades hon genom hängning.
Endast lite är känt om Solitude och i boken Historie de la Guadeloupe från 1858, omtalas hon med endast 15 rader text.
År 1999 restes en staty av Jacky Poulier till hennes minne på Guadeloupe. År 2007 restes ännu en staty av henne på Guadeloupe i samband med firandet av slaveriets avskaffande. Statyn tillägnades alla de slavar som stred mot slaveriet under hennes liv.
Den 10 maj 2022 invigdes en staty av Solitude i en park i Paris av stadens borgmästare, Anne Hidalgo.